# Apuñalamiento de Mayu Tomita
El 21 de mayo de 2016, la idol y actriz japonesa Mayu Tomita (Prefectura de Kagawa, 12 de octubre de 1995), en ese momento de 20 años, fue apuñalada varias veces en el cuello y el pecho antes de un concierto que tenía que hacer en Tokio. Su agresor fue Tomohiro Iwazaki, un seguidor suyo de 27 años, después de que ella le devolviera los regalos que este le había enviado. Antes de la agresión, había sido amenazada de muerte en múltiples ocasiones a través de sus redes sociales. A raíz del apuñalamiento, se revisaron las leyes japonesas contra el acoso para incluir las amenazas en línea, con el fin de mejorar la protección de las víctimas.

## Implicados

### Víctima
Mayu Tomita (en japonés: 冨田真由, Tomita Mayu) nació el 12 de octubre de 1995. Era cantante y actriz japonesa. En 2011, protagonizó el drama web de Fuji Television Secret Girls, protagonizado por un grupo de chicas de secundaria que llevan una doble vida como miembros de un grupo de idols japonesas del mismo nombre. Tomita fue elegida para interpretar a Ai "Eye" Takano y actuó como el personaje junto con el resto de Secret Girls en eventos musicales. También hizo apariciones menores en otras películas y programas de televisión, como Kamen Rider Fourze. En el momento del ataque, Tomita también estaba inscrita en el tercer año en la Universidad de Asia, donde cursaba estudios de negocios.

### Agresor
Tomohiro Iwazaki (en japonés: 岩崎友宏, Iwazaki Tomohiro) nació en 1988 o 1989. En el momento de los hechos tenía 27 años. Su hermano mayor lo describió como "poco hábil a la hora de expresar sus emociones", pero tenía un "carácter amable e infantil". También mencionó que Iwazaki no tenía muchos amigos conocidos.
En un momento dado, Iwazaki estuvo encaprichado de la modelo Ai Hashimoto, pero perdió el interés por ella después de que declarara públicamente que en una ocasión había visto pornografía romántica con regularidad, lo que le llevó a declarar en su blog que las mujeres que aparecen en la pornografía deberían "suicidarse". Iwazaki también había aparecido en una de las películas pornográficas de Yui Hatano, titulada Real Amateurs on a Virgin Graduation Bus Tour. Iwazaki había sido fan de Tomita tras ver sus programas y había expresado su deseo de casarse con ella.

## Ataque
Iwazaki, admirador de Tomita, había enviado múltiples "comentarios obsesivos" a su blog y a su cuenta de Twitter. Entre los objetos que le había llegado a mandar se contaban algunos libros y un reloj. Este último fue enviado entre enero y febrero de 2016, y fue devuelto al remitente en abril, tras lo cual él le envió unos 400 tuits hostiles. Tomita lo bloqueó entonces en Twitter a finales de abril. 12 días antes del ataque, Tomita se había puesto en contacto con la policía en la estación cercana a su casa en Musashino (Tokio), por temor a su seguridad, pero la policía desestimó el caso, creyendo que sus mensajes en las redes sociales no eran una amenaza inmediata. Además, las leyes en ese momento no contaban con mecanismos para atajar el acoso en redes sociales.
El 21 de mayo de 2016, alrededor de las 17:05 hora local, Iwazaki se enfrentó a Tomita frente a un pequeño local de conciertos cerca de una estación de tren antes de un evento titulado Solid Girls Night Vol. 11, en Koganei, en Tokio, donde actuaría más tarde esa noche con otras cantantes. Iwazaki le había preguntado por qué le había devuelto los regalos que le había enviado, pero declaró que "perdió el control" cuando Tomita no le dio una explicación clara. Cuando Tomita se dio la vuelta, la apuñaló por detrás en la zona del pecho y el cuello 61 veces con una navaja de bolsillo que contenía una hoja de 8,2 centímetros. Testigos presenciales llamaron a la policía tras oír a Tomita pedir ayuda a gritos, e Iwazaki fue detenido. Más adelante declaró que "tenía intención de matar" a Tomita y que había preparado un cuchillo de antemano. Cuando Tomita llamó a la policía antes de ser apuñalada, la central de emergencias envió a la policía a su casa en lugar de localizar su teléfono móvil.
Tomita se encontraba en estado crítico, pero no sufrió daños en sus órganos vitales y recuperó la consciencia días más tarde, el 7 de junio de 2016. Sufrió 34 puñaladas en la cara, el cuello, la espalda y los brazos. También quedó parcialmente ciega del ojo izquierdo y tenía problemas para comer y cantar. Además, no podía utilizar sus dedos y se vio obligada a paralizar su carrera profesional. Como contó más tarde, sufrió de trastorno por estrés postraumático. Fue dada de alta del hospital en septiembre de 2016.
El 17 de diciembre de 2016, Tomita criticó al Departamento de Policía Metropolitana de Tokio por desestimar sus preocupaciones iniciales. La policía emitió una disculpa formal a Tomita por no tomar medidas.

## Juicio
Juicio de 2017
El juicio comenzó el 20 de febrero de 2017. En el primer día, los fiscales leyeron una nota de Tomita al tribunal en la que se leía: "Quiero que el criminal muera. Si no pueden hacerlo, quiero que lo encierren por el resto de su vida". Iwazaki admitió haber atacado a Tomita, pero su equipo de defensa alegó que solo lo hizo por la frustración de que ella lo ignorara, y que no tenía intención de matar. Además, afirmaron que Iwazaki había intentado ponerse en contacto con la policía después del ataque. La madre de Tomita testificó el 21 de febrero.
El 23 de febrero, Tomita hizo su primera aparición pública desde el apuñalamiento y habló desde detrás de un tabique que la protegía de las personas presentes en la sala. En respuesta a su testimonio, Iwazaki gritó: "Entonces deberías matarme", y "En realidad no iba a matarte", lo que provocó que fuera expulsado de la sala.
El 28 de febrero, el tribunal condenó a Iwazaki a 14 años y 6 meses de prisión.
Juicio de 2019
El 11 de julio de 2019, Tomita lanzó una demanda contra el Gobierno Metropolitano de Tokio, su exagente e Iwazaki, solicitando 76 millones de yenes en daños y perjuicios por no proporcionar la protección adecuada antes del apuñalamiento.

## Impacto
El apuñalamiento de Tomita llevó a la Dieta Nacional a revisar sus leyes contra el acoso en diciembre de 2016 para incluir el acoso en línea en las redes sociales, lo que llevó a la detención de Akihiro Fukushima, de 32 años en ese instante, por enviar amenazas de muerte a la seiyū y cantante Nana Mizuki a través de Twitter. Junto con el incidente de 2014 en el que las chicas de AKB48 fueron atacadas por un hombre con una sierra durante su reunión de apretón de manos, el apuñalamiento de Tomita se ha utilizado con frecuencia como ejemplo de agresiones relacionadas con acosadores a idols niponas.
En 2017, el director de animación Yutaka Yamamoto condenó a Iwazaki en su blog, pero también creía que Tomita tenía la culpa por rechazar sus regalos y debería haber estado preparada para defenderse. Tras recibir reacciones por sus comentarios, Yamamoto respondió a las críticas mencionando que había un doble rasero en el público, donde se preocuparían más por una "idol mona" que por un "hombre sucio de mediana edad".